# Peyrillac-et-Millac
Peyrillac-et-Millac is een voormalige gemeente in het Franse departement Dordogne in de regio Nouvelle-Aquitaine en maakt deel uit van het arrondissement Sarlat-la-Canéda.
Behalve de plaatsen Millac en Peyrillac omvatte de gemeente de lieu-dits Bos Nègre, le Bouriage, le Bouscandier, les Civadals, Combe de Lafont, Fargueyret, Fontqueyrade, les Fonts Hautes, le Gadenaud, Ginestet, Liarode, Pech Caubert, Pech Chanta, Pech Chavau, Pech Saint-Martin, Pech du Turelure.

## Geschiedenis
Op 1 januari 2022 fuseerde de gemeente met Cazoulès en Orliaguet tot de commune nouvelle Pechs-de-l'Espérance.

## Geografie
De oppervlakte van Peyrillac-et-Millac bedraagt 6,9 km², de bevolkingsdichtheid is 29,3 inwoners per km².
De onderstaande kaart toont de ligging van Peyrillac-et-Millac met de belangrijkste infrastructuur en aangrenzende gemeenten.

## Demografie
Onderstaande figuur toont het verloop van het inwonertal.

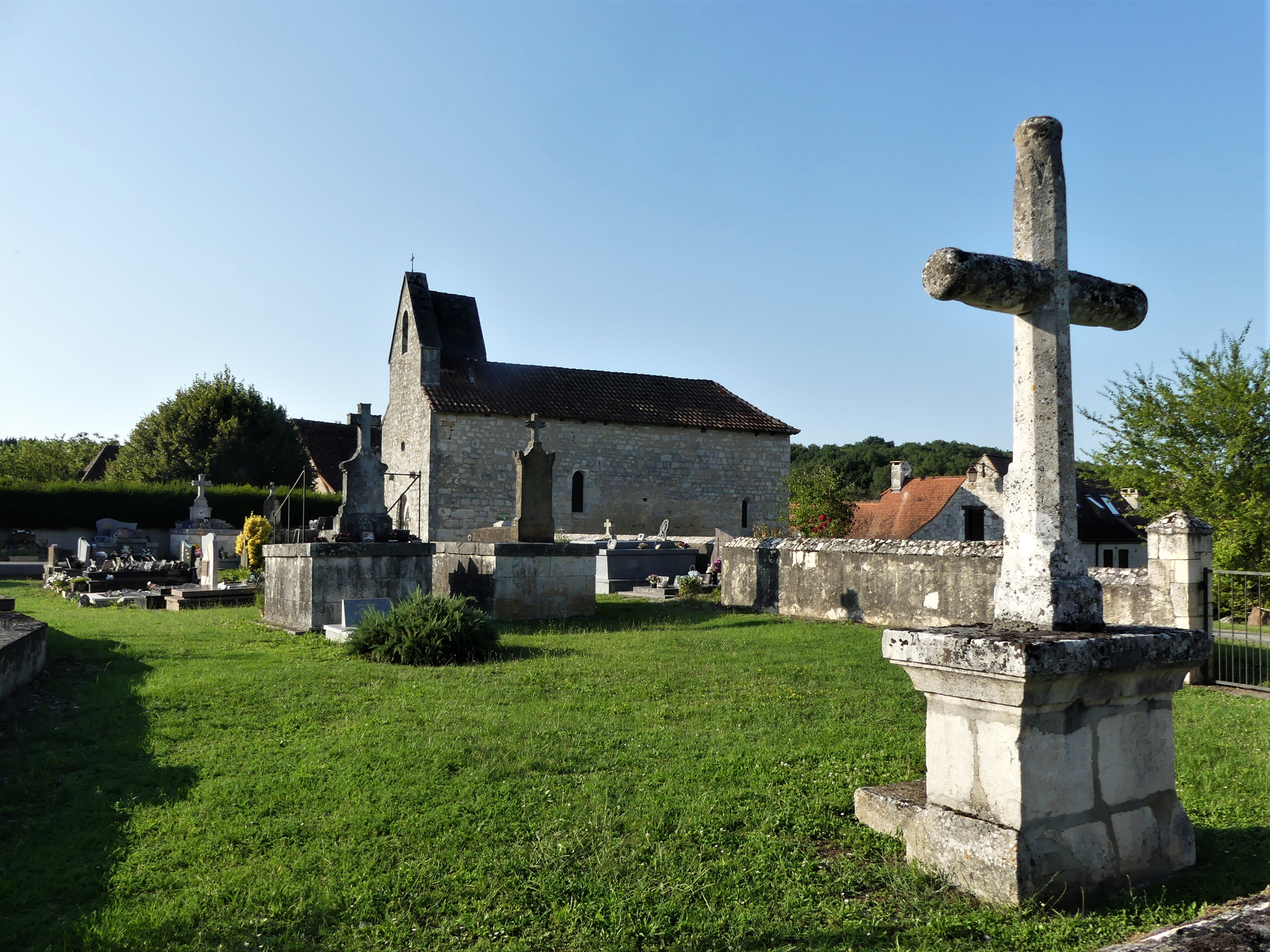
Kerk en kerkhof van Millac
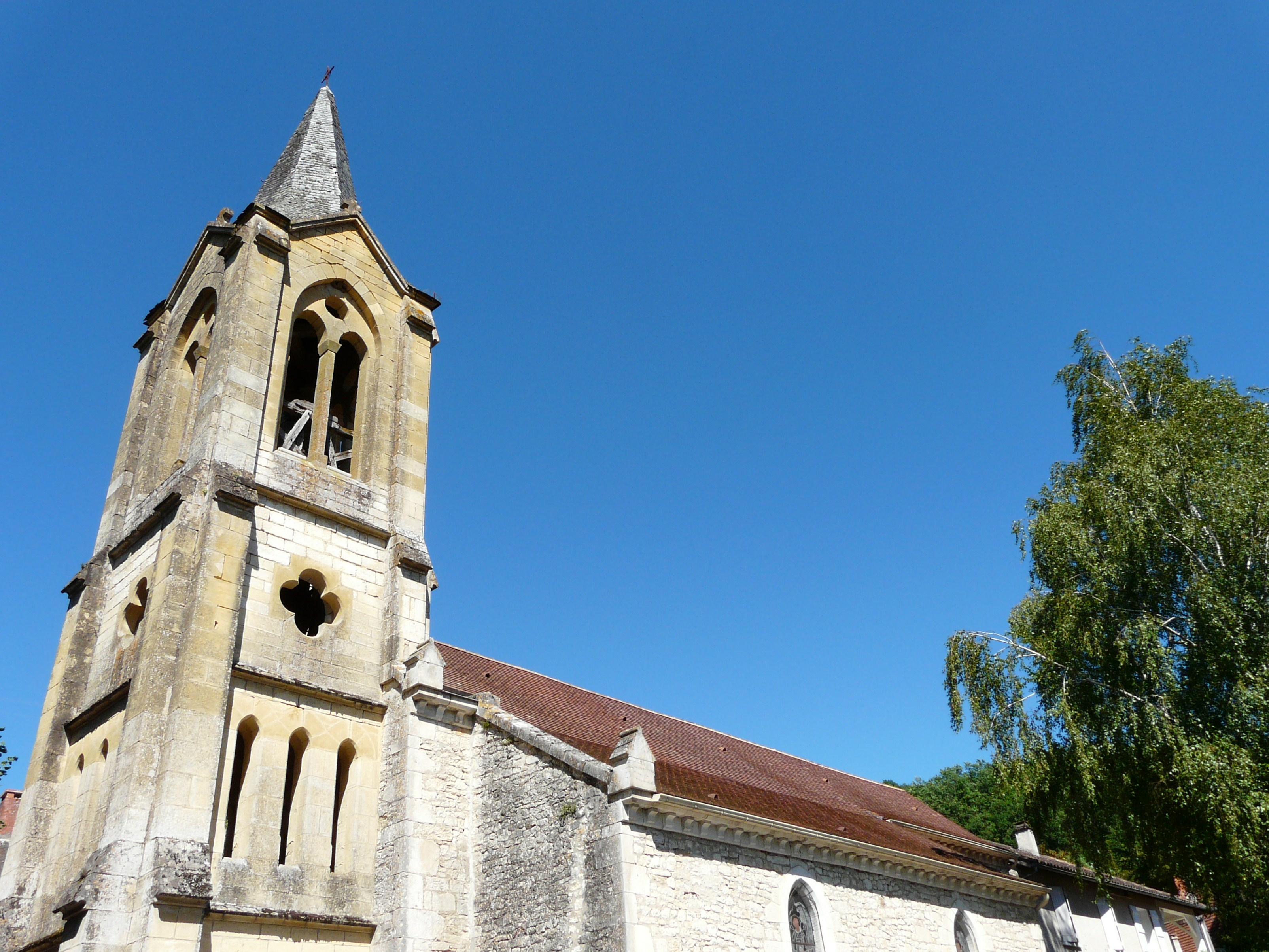
De kerk van Peyrillac